# Степные ежи
Степные ежи (лат. Mesechinus) — род млекопитающих семейства ежовых (Erinaceidae). Распространены в России, Монголии и Китае. Длина тела от 20 до 30 см, хвоста 25—37 мм. Масса тела взрослой особи 600—1400 г.
Род насчитывает 4 вида:
- Mesechinus dauuricus — Даурский ёж
- Mesechinus hughi — Китайский ёж
- Mesechinus miodon
- Mesechinus wangi